# Экспериментарий
Эксперимента́рий (Музей занимательной науки Иркутского научного центра СО РАН) — музей занимательной науки в г. Иркутске. Старейший интерактивный музей науки России.
Музей занимательной науки Экспериментарий работает в Иркутске с 2005 года и расположен   в Иркутске в двух филиалах: в историческом 130-м квартале и Академгородке.
Главная особенность музея — все его экспонаты действуют и могут быть использованы посетителями самостоятельно.
В общей сложности в Экспериментарии представлены около 300 интерактивных приборов и демонстраций, созданных сотрудниками музея, около 50 экспонатов. Все экспонаты созданы руками иркутских ученых.
Эксперты отмечают, что музей является аттрактивными заведениями, в котором «музейная составляющая» — это коммерческий ход для привлечения посетителей.
Также работает планетарий и проводятся научные шоу и мастер-классы. Активно передают свой опыт и экспонаты  музеям техники.
Музей располагается в иркутском Академгородке по ул. Лермонтова, д. 289.
С 2008 года директором музея является Константин Кравченко.

## История
Музей открыт при Иркутском научном центре СО РАН  8 февраля 2008 года для популяризации науки среди населения.
Разработкой концепции занимались  автор и руководитель проекта, научный сотрудник Иркутского госуниверситета (ИГУ), кандидат биологических наук Константин Кравченко. В проекте на начальном этапе  участвовали директор Астрономической обсерватории ИГУ, старший научный сотрудник Института солнечно-земной физики СО РАН (ИСЗФ), кандидат физико-математических наук Сергей Язев, выпускник матфака ИГУ Игорь Булыгин. Булыгин - автор проекта «Байкальский информационно-краеведческий портал» и руководитель компьютерного клуба для трудных подростков «IQ». 
В 2017 году Московский «Музей занимательных наук Экспериментаниум» подал претензию к иркутскому «Экспериментарию», требуя миллион рублей за использование товарного знака,. Директор иркутского музея - Константин Кравченко, комментировал данный инцидент,  что первый придумал название и концепцию заведения в 2005 году, а открыл — в 2008. Москвичи извинились перед иркутским «Экспериментарием» и назвали претензию ошибкой.
В 2017 переехал в помещение в Академгородке.
В пандемию 2020 музей был закрыт и открыт в июле 2020, после пересмотра условия сотрудничества с  ИНЦ СО РАН и вмешательства общественности.

## Экспозиция
В музее более 300 действующих экспонатов, и большая часть собрана вручную. 
Посетителям разрешается трогать приборы руками, исследовать, ставить опыты. 
В музее можно на несколько секунд превратить собственное тело в «батарейку», увидеть, как работают лазеры и какими свойствами обладают параболические зеркала.
В музее есть установка, генерирующая устойчивые атмосферные вихри (дымовые кольца). В музее есть приборы, показывающие свойства плазмы. Есть и совсем простые устройства. К примеру, закон сохранения импульса можно показать на нескольких бильярдных шарах.